# Діжонський музей образотворчого мистецтва
Діжонський музей образотворчого мистецтва (фр. Musée des Beaux-Arts de Dijon) — художній музей у Діжоні, столиці Бургундії. Один з найстаріших музеїв Франції, заснований в 1799 році. У фондах музею твори мистецтва від часів єгипетських фараонів до сучасності. Основу колекції становлять твори бургундського мистецтва пізнього Середньовіччя, французький живопис XVII, XVIII та XIX століть, а також твори місцевих майстрів.

## Історія
Музей образотворчого мистецтва разом з міською ратушею займає колишній Палац герцогів Бургундських та Палац Бургундських штатів. Палац герцогів був побудований за часів Філіпа Хороброго, який переселився до нього в 1364 році. За розпорядженням Філіпа Доброго до палацу була прибудована 52-метрова вежа, яка сьогодні носить його ім'я. З герцогських часів у палаці збереглися кухні, що сьогодні є чудовим зразком світської готичної архітектури. 1477 року Бургундія перейшла у підпорядкування до французького короля й палац використовувався для королівських потреб. Наприкінці XVII століття Жуль Ардуен-Мансар провів велику перебудову й розширення палацу. У 1787 році Франсуа Девожем у палаці була заснована Діжонська школа малюнку. А музей уперше відкрився для публіки в 1799 році. Тоді музей складався лише з двох залів: залу скульптур та «салону Конде», в якому були виставлені живописні роботи. За часів Наполеона музей поповнився новими експонатами. Тож незабаром музей довелося розширити. 1827 року надгробки герцогів Бургундських було перевезено з монастиря Шанмоль до палацу. Музей одержав численні дари від відомих колекціонерів, особливо значущими були колекції Трімоле, Жоліє та Ґранвіля.

## Фонди
Через брак приміщення музей має можливість виставити на огляд лише незначну частку своїх колекцій.
Окрім вже згаданих надгробків герцогів з монастиря Шанмоль до музею було також перевезено два великі вівтарі, над одним з яких працював фламандський художник Мельхіор Брудерлам. У музеї зберігається один з найважливіших творів німецького художника Конрада Віца «Імператор Август та Сивілла Тібурська». Нідерландський художник Робер Кампен представлений полотном «Різдво Христове».
Італійські митці представлені творими Лоренцо Лотто, Паоло Веронезе, Якопо Понтормо, Якопо Бассано, Гвідо Рені.
Фламандський і нідерландський живопис окрім вже згаданих майстрів репрезентують Пітер Пауль Рубенс, Ян Брейгель старший, Франс Галс.
Серед шедеврів французького живопису слід згадати роботу Майстра школи Фонтенбло «Пані за туалетом». У музеї також зберігаються полотна таких митців, як Філіп де Шампань, Шарль Лебрен, Жан-Марк Натьє, Жан-Батіст Грез, Юбер Робер, Жан-Батіст Удрі. Вплив Караваджо на французьке малярство демонструє полотно «Хлопчик дмухає в лампу» Жоржа де Латура.
З місцевих майстрів вирізняються роботи Жана Тасселя та Філіпа Кантена, а також барокового художника Жана Дюбуа.
Французький живопис XIX століття представлений такими іменами: Теодор Жеріко, Гюстав Моро, Адольф Вільям Бугро, Джеймс Тіссо. З імпресіоністів тут виставлені Клод Моне, Альфред Сіслей, Едуар Мане (4 полотна). Кубізм представлений роботами француза Жоржа Брака та іспанця Хуана Гріса. XX століття представляють Жорж Руо та Нікола де Сталь.
У музей виставлена велика колекція малюнків, зокрема і представників Джонської школи малюнка Жака-Андре Нежона та П'єра Поля Прюдона.
У 1998 році в музеї створено великий зал мистецтва Давнього Єгипту, де виставлено численні статуї, саркофаг та особливо цінні єгипетські портрети III ст. н. е.

## Сторожова зала
Найвідомішим приміщенням музею є «Сторожова зала», де розташовані надгробки герцогів бургундських Філіпа II, Жана де Марвіля, Клода Слютера та Клоса де Верв. Особливо вартісними є аркади з 41 скульптурним зображенням плакальників (фр. pleurants).

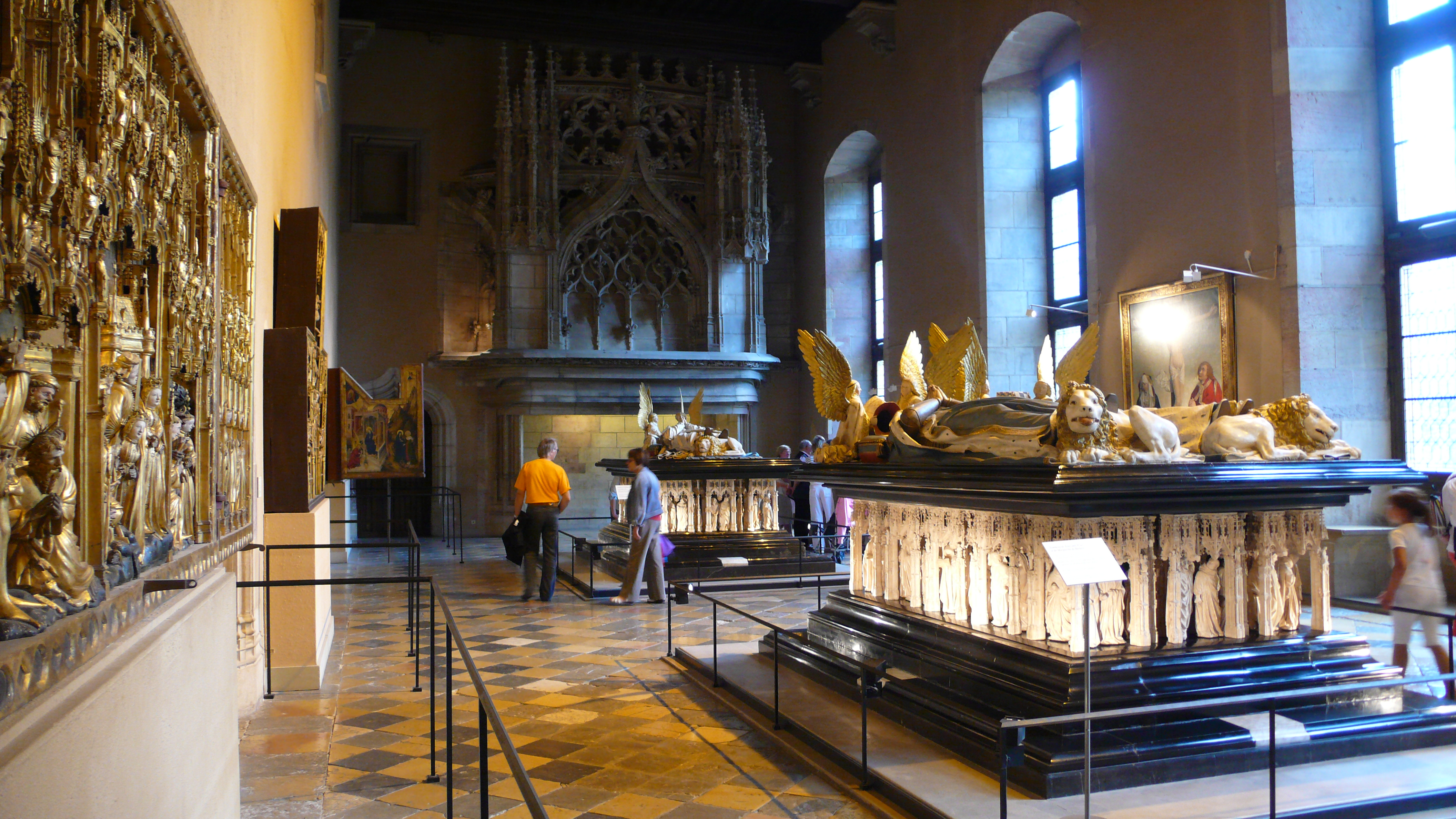
Сторожова зала
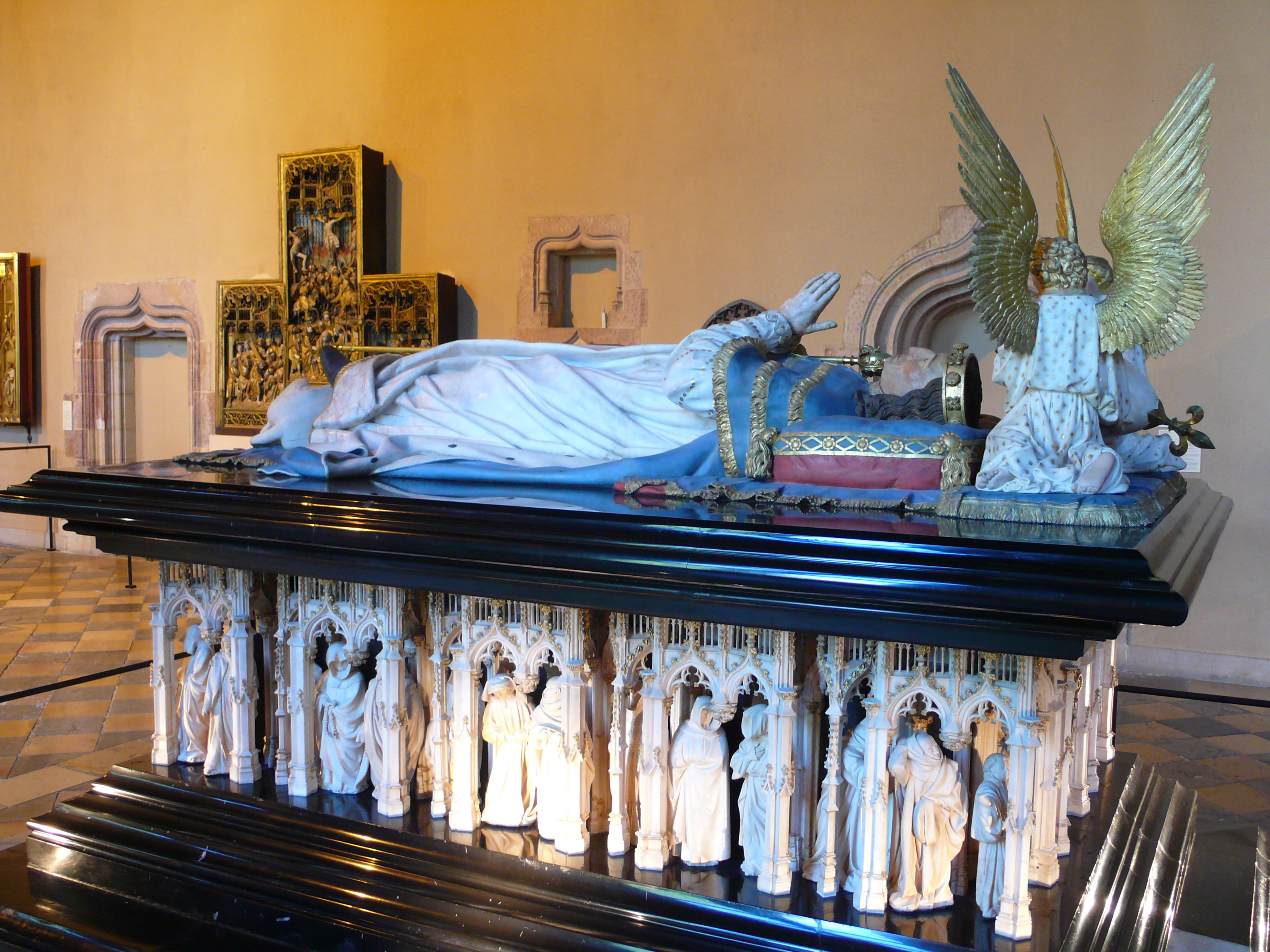
Надгробок Філіпа II
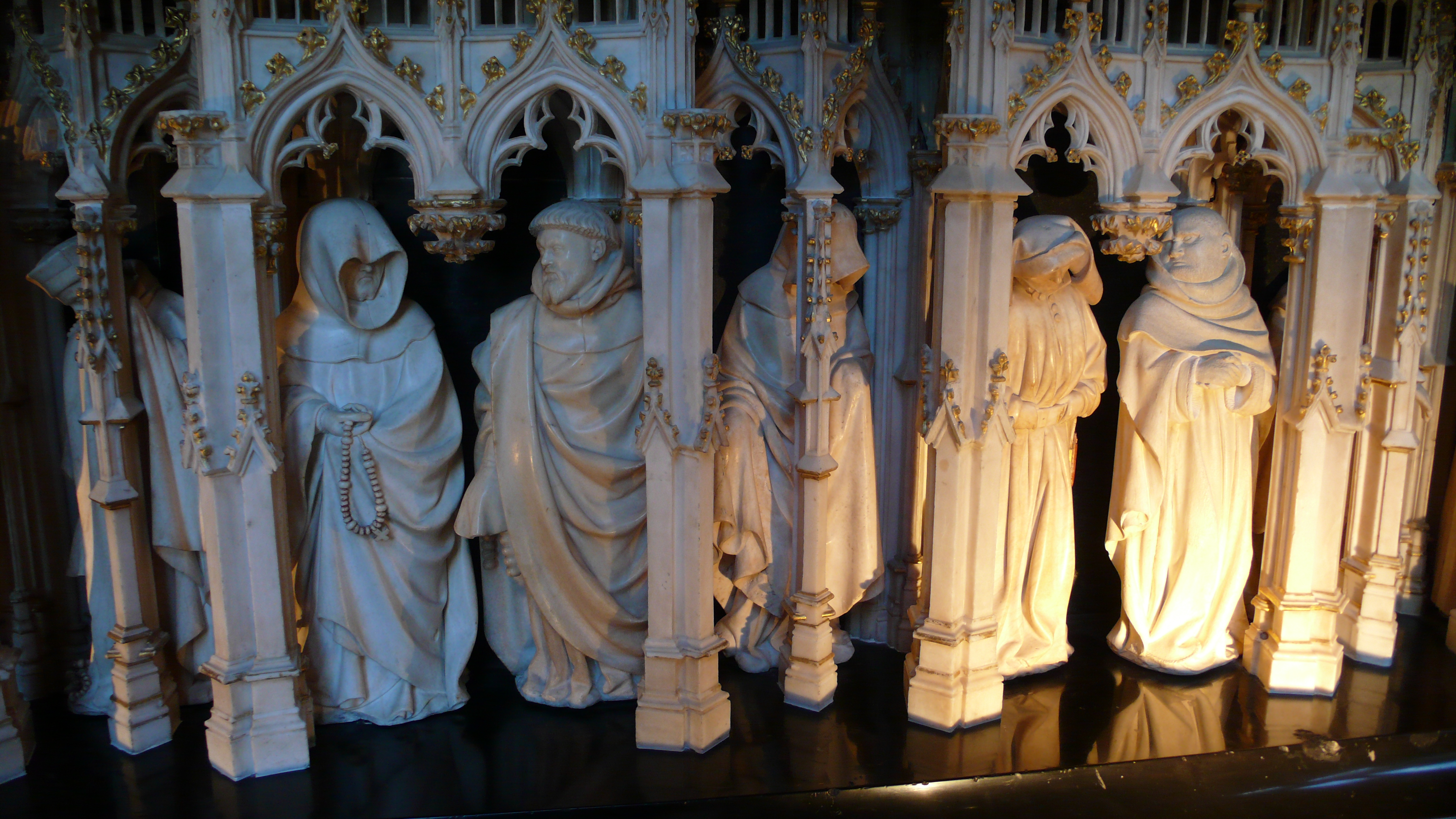
Надгробок Філіпа II (плакальники)
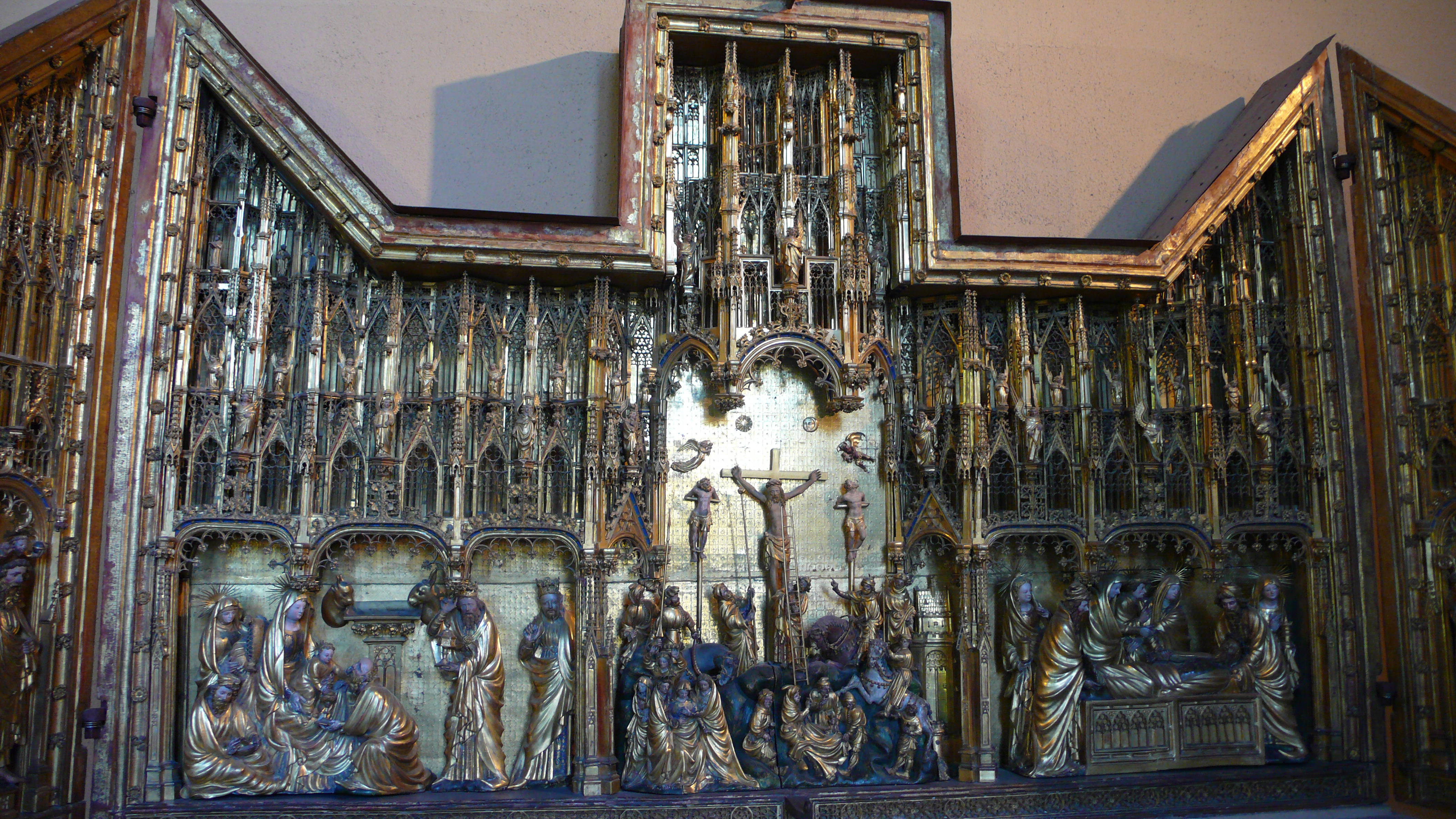
Вівтар з монастиря Шанмоль

## Галерея

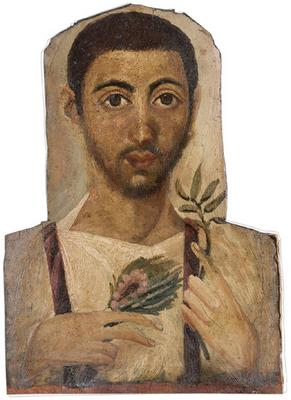
Давньоєгипетське малярство, 3 ст.: Портрет бородатого чоловіка
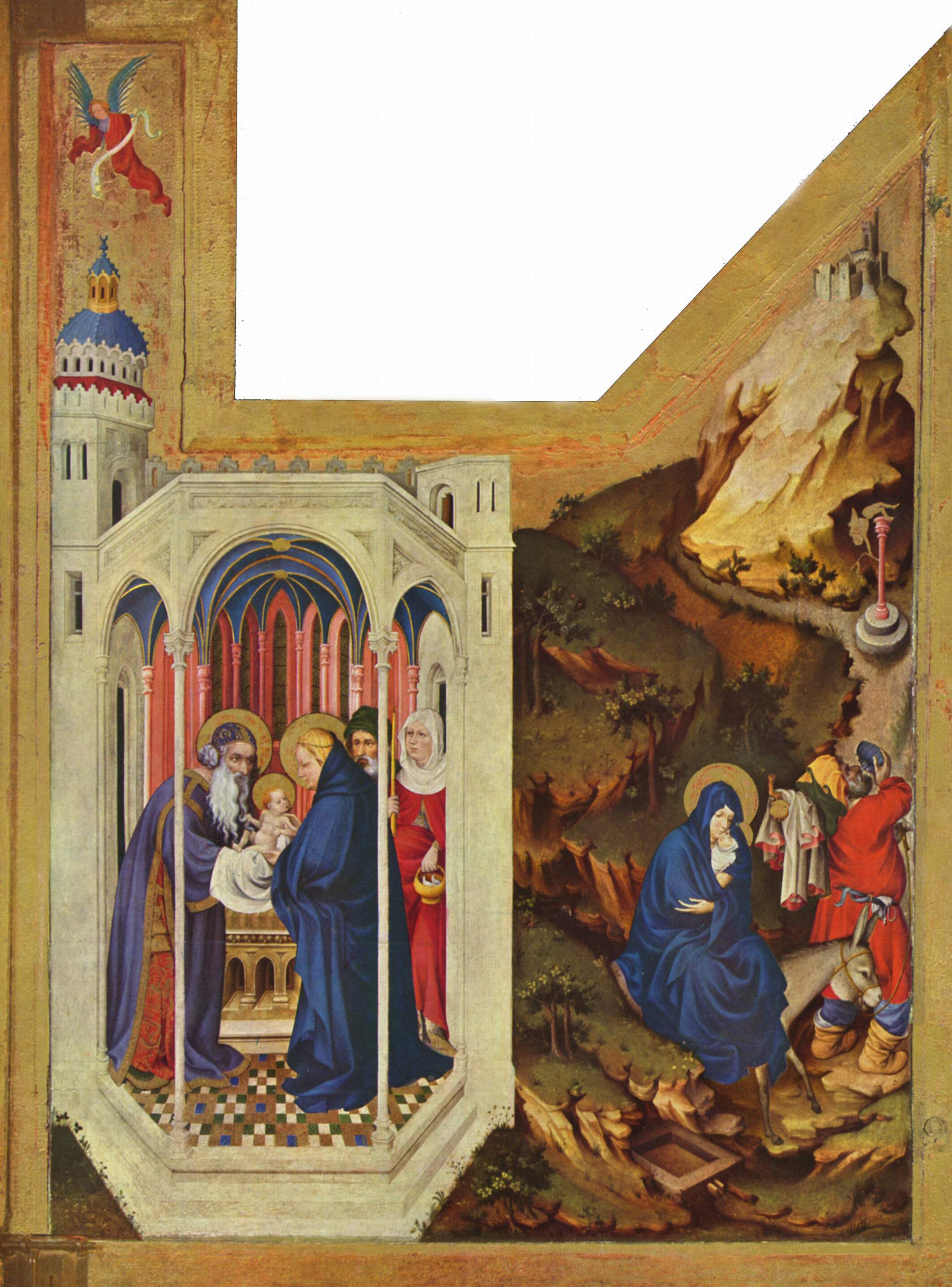
Мельхіор Брудерлам: У Храмі та втеча в Єгипет
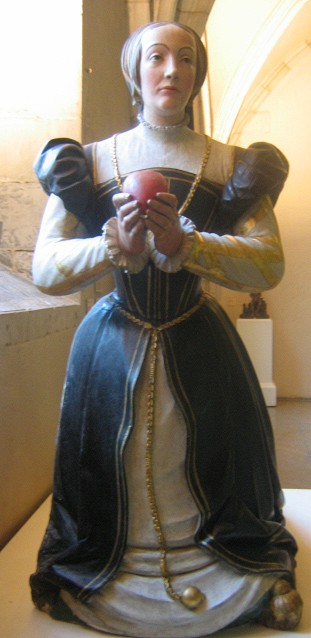
Дерев’яний надгробок Антуанети Фонтет , XVI століття
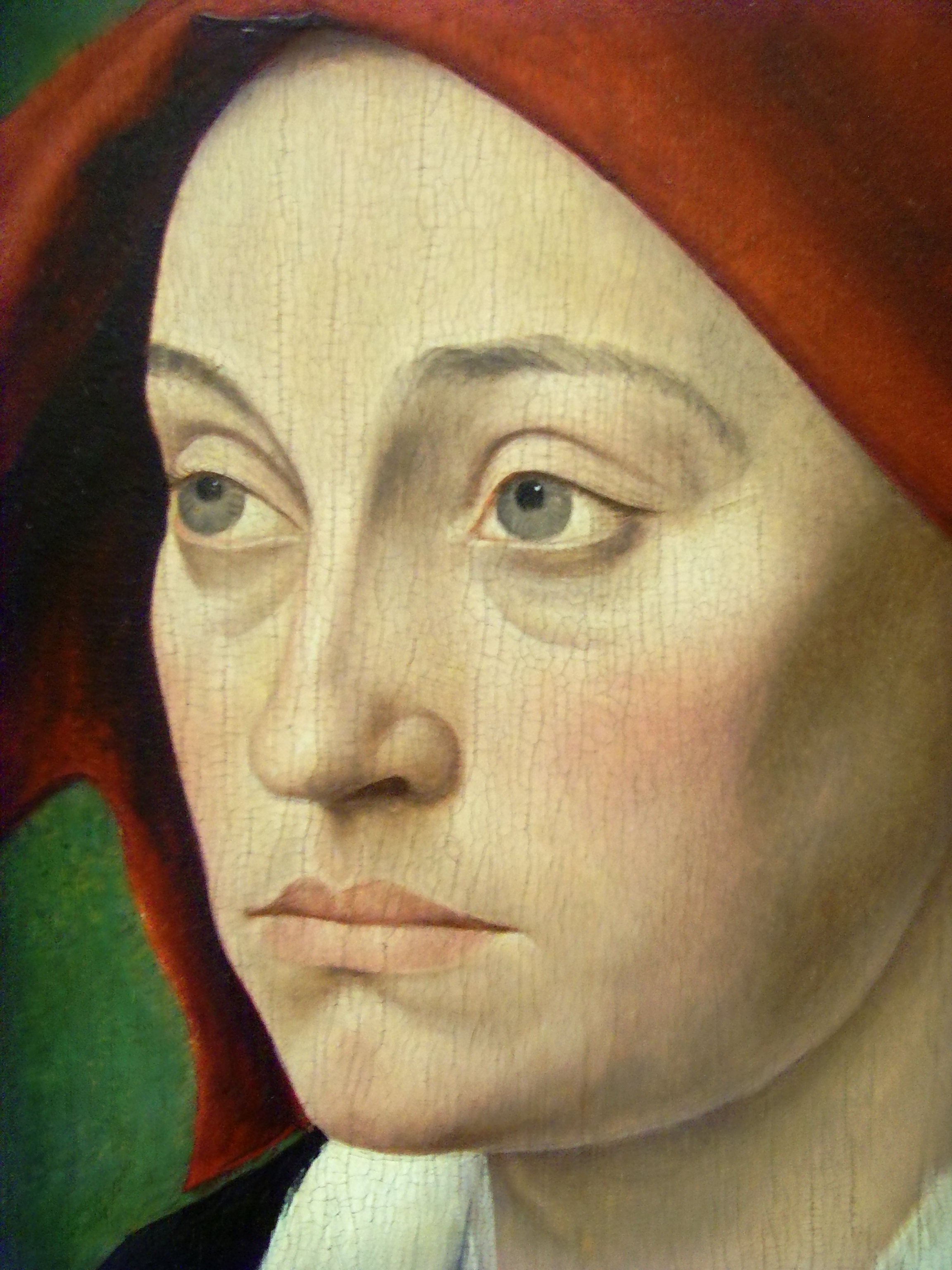
Портрет Жани де Монтаґю (1470)
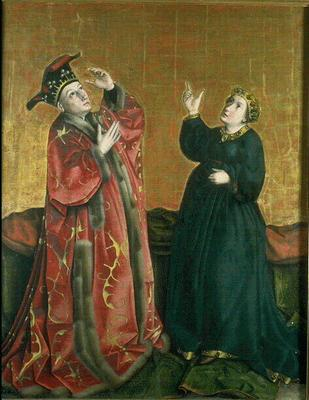
Конрад Віц: Імператор Август та Сивілла Тібурська
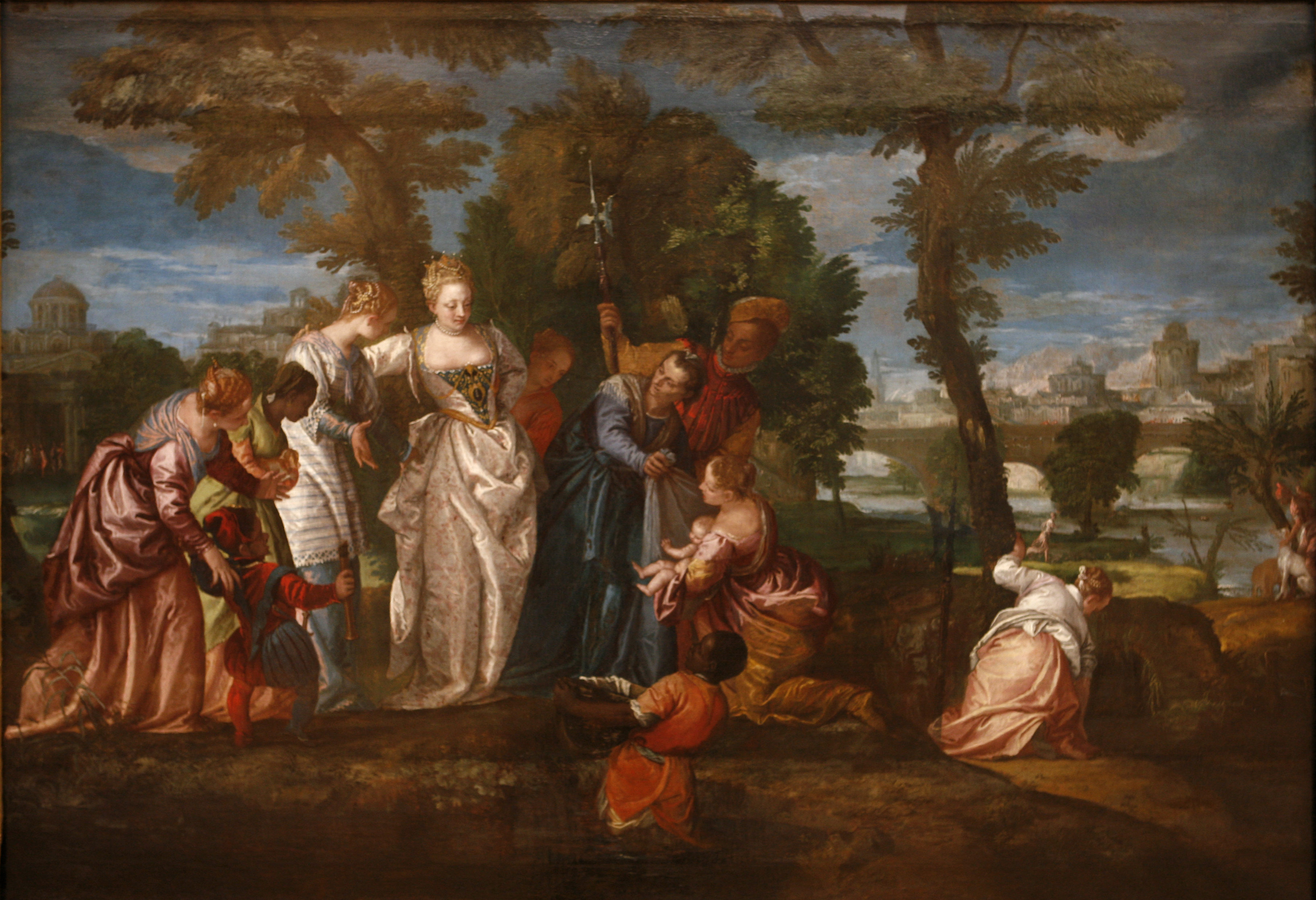
Паоло Веронезе: Врятування Мойсея
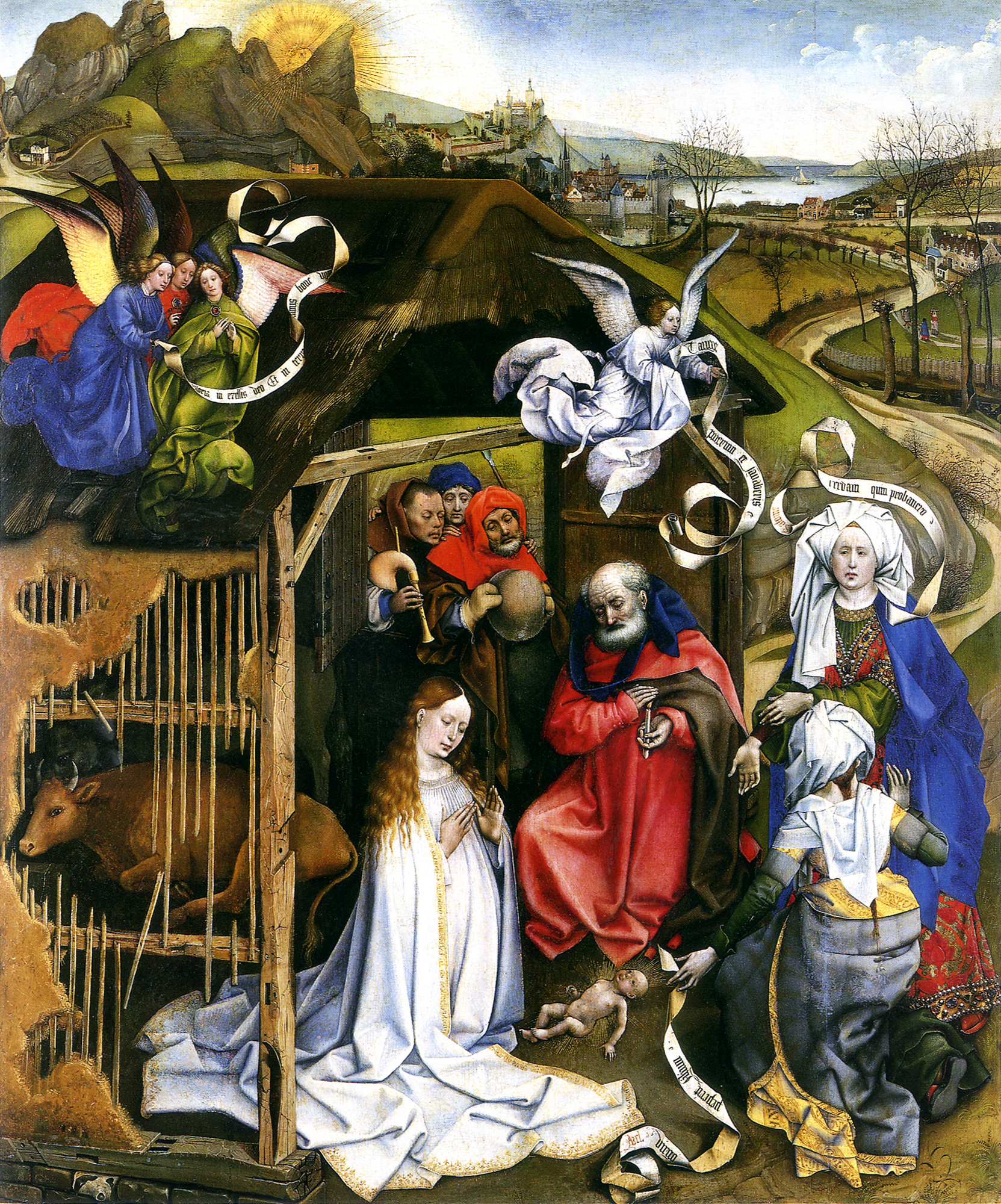
Робер Кампен (Флемальський майстер): Різдво Христове
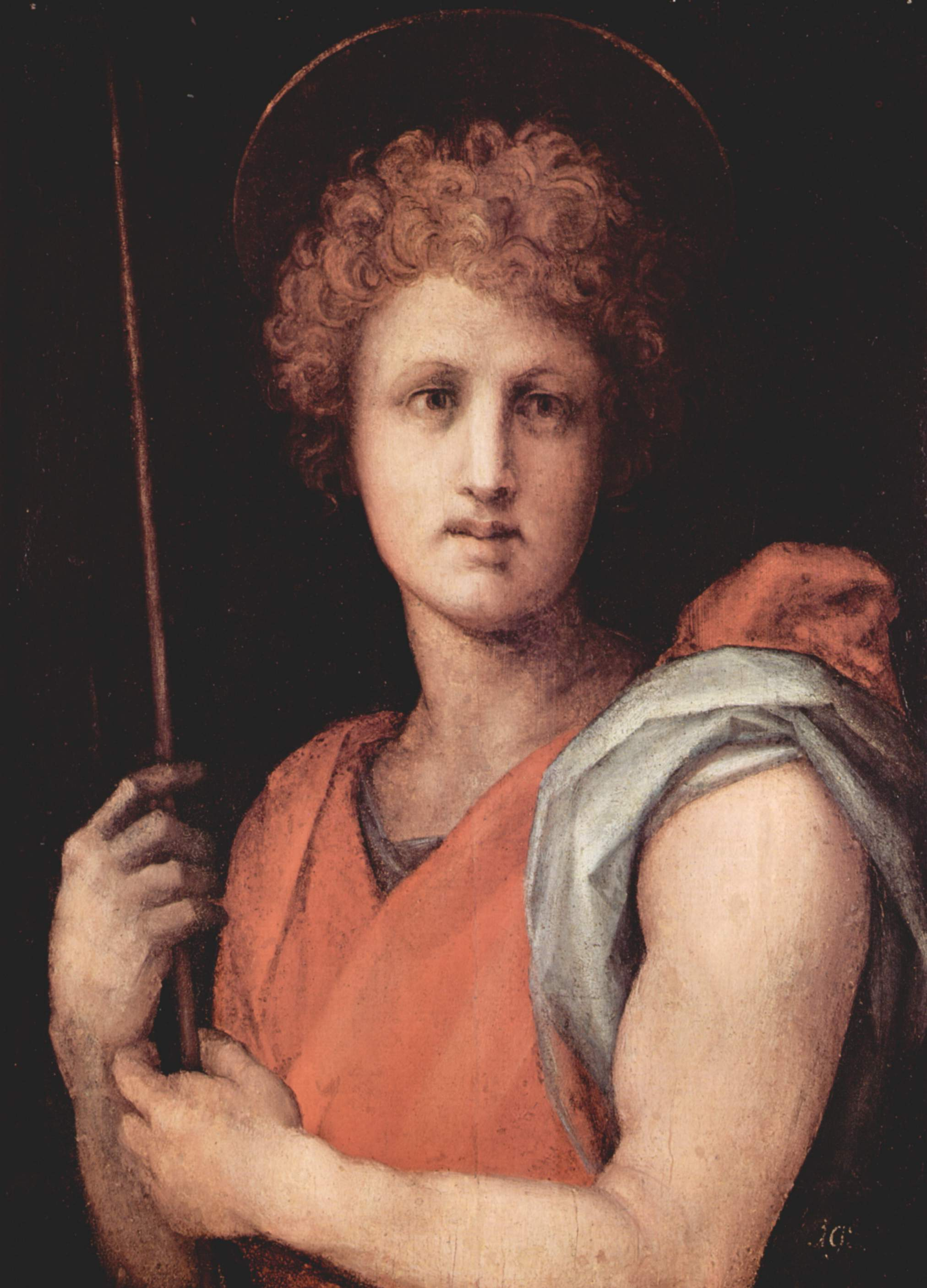
Якопо Понтормо: Святий Себастьян
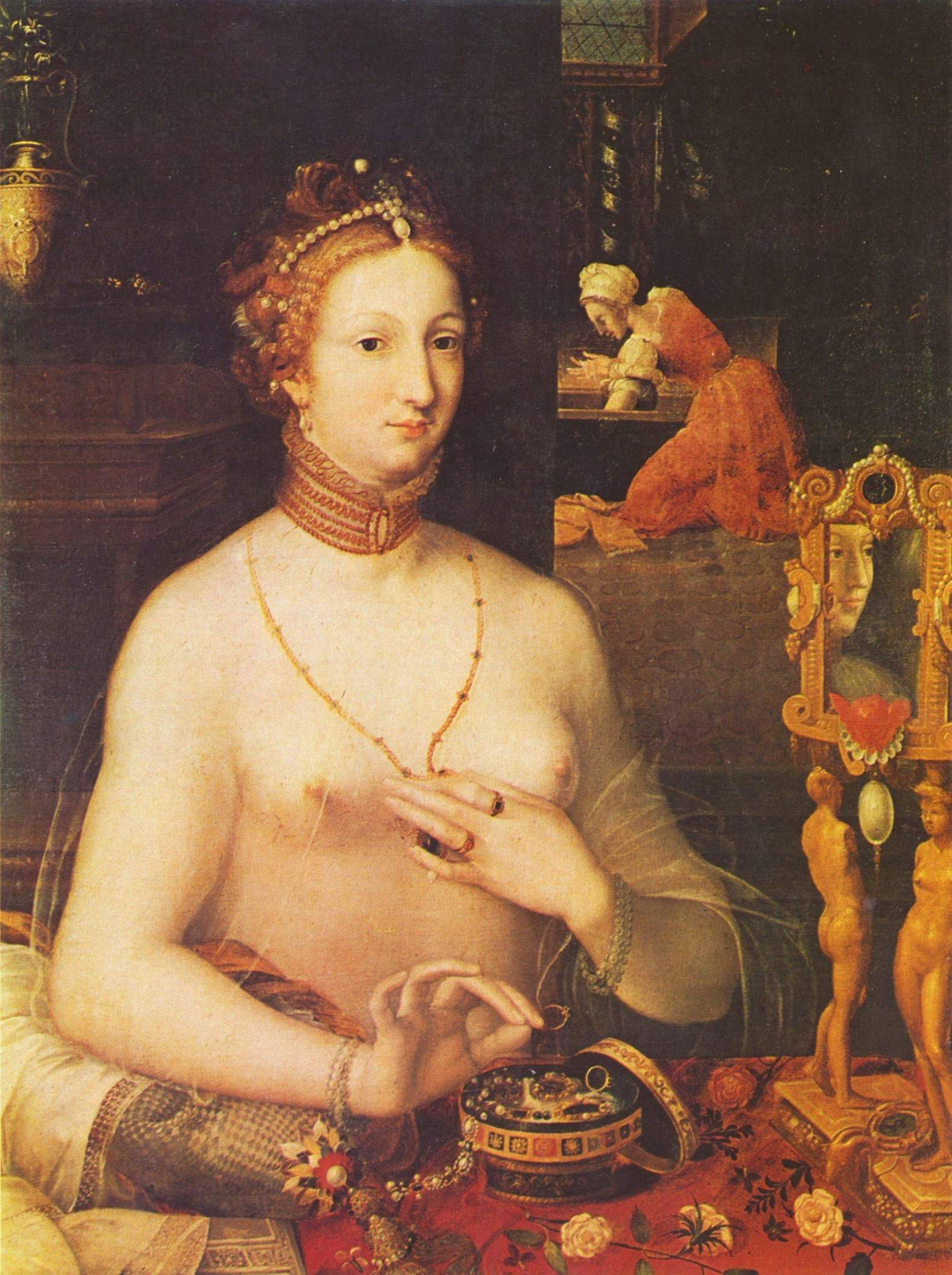
Школа Фонтенбло: Пані за туалетом
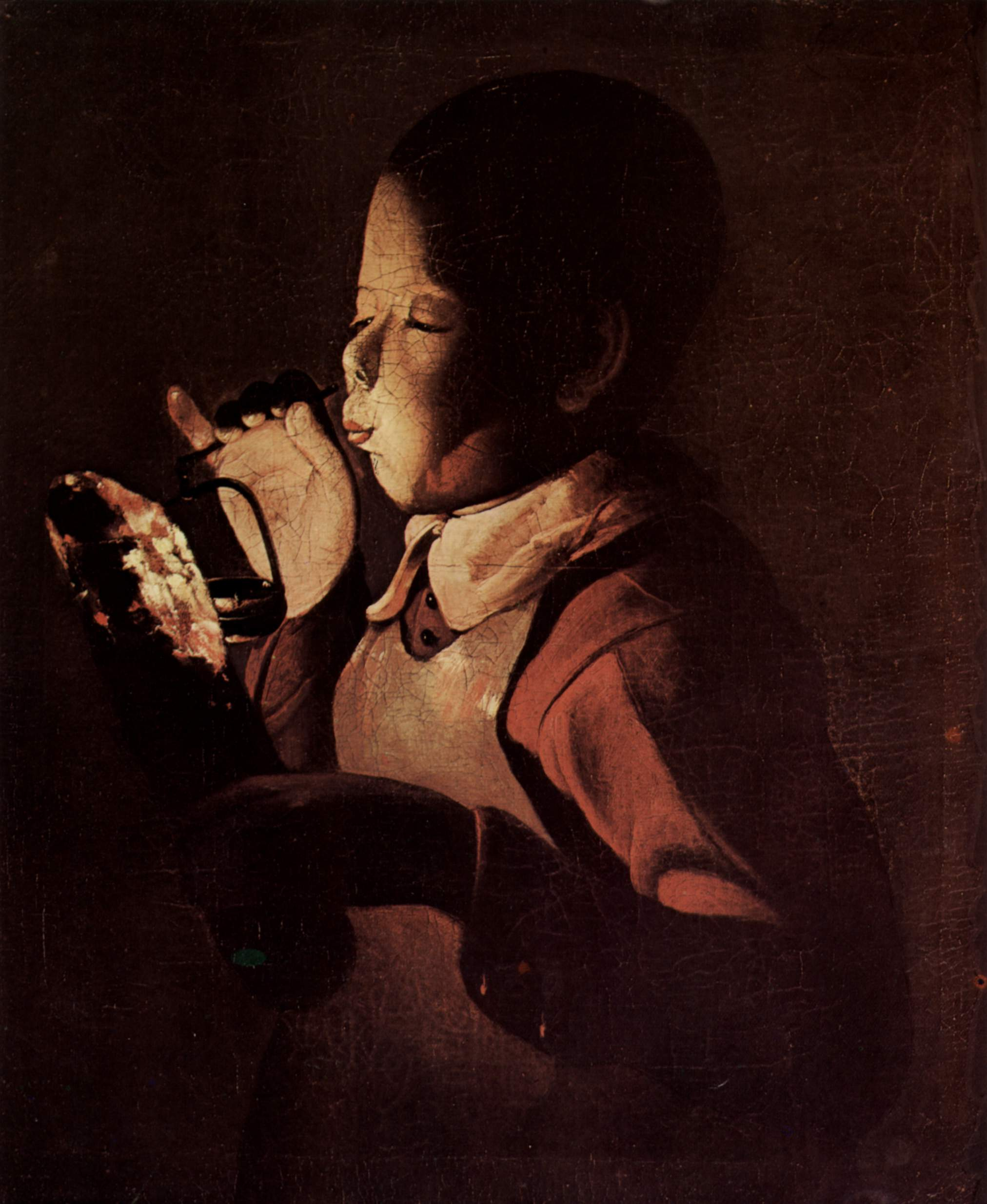
Жорж де Латур: Хлопчик дмухає в лампу
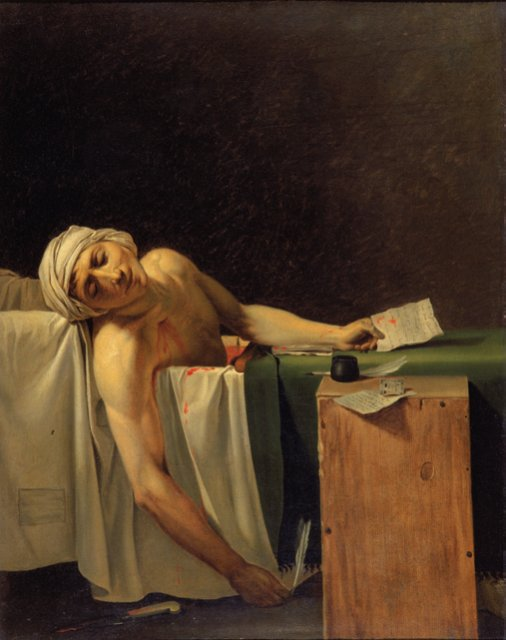
Жак-Луї Давід: Смерть Марата
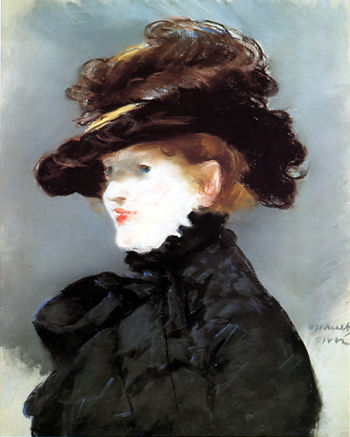
Едуар Мане: Мері Лоран у чорному капелюшку